# ブレイズダルスヴィーク
座標: 北緯64度48分 西経14度00分 / 北緯64.800度 西経14.000度
ブレイズダルスヴィーク (Breiðdalsvík) は、アイスランドの漁業町。
自治体ブレイズダールスフレップルを構成する町の一つ。エイイルススタジルおよびブレイズダルシェイディが近くに位置しており、同名の広い入り江ブレイズダルスヴィーク湾に面している。人口は2011年現在で139人で、短期滞在者が大多数を占める。入植は1880年代に開始されたが、顕著になったのは1960年代に港湾が整備されて以降になってからである。
ブレイズダルサ川での漁が、町の活動となっている。